# Listă de filme americane din 1907
Aceasta este o listă de filme americane din 1907:
| Titlu                           | Regizor                               | Actori                            | Gen                  | Note |
| ------------------------------- | ------------------------------------- | --------------------------------- | -------------------- | ---- |
| Amateur Night; or, Get the Hook |                                       |                                   |                      |      |
| Ben Hur                         | Sidney Olcott                         | William S. Hart                   | Istoric              |      |
| Daniel Boone                    | Wallace McCutcheon și Edwin S. Porter | William Craven, Florence Lawrence | Biografic            |      |
| How Brown Saw the Baseball Game | Necunoscut                            | Necunoscut                        | Comedie              |      |
| Laughing Gas                    | Edwin Stanton Porter                  | Bertha Regustus, Edward Boulden   | Comedie              |      |
| Terrible Ted                    | Joseph A. Golden                      |                                   | Scurtmetraj, comedie |      |
| The Tired Tailor's Dream        | Joseph A. Golden                      |                                   | Scurtmetraj, comedie |      |